# Idvor
Idvor (en serbe cyrillique : Идвор ; en hongrois : Torontáludvar) est un village de Serbie situé dans la province autonome de Voïvodine. Il fait partie de la municipalité de Kovačica dans le district du Banat méridional. Au recensement de 2011, il comptait 955 habitants.
Idvor est situé à 13 km de Kovačica. Le village a vu naître le physicien Mihailo Pupin (1858-1935).

## Démographie

### Évolution historique de la population
| 1948  | 1953  | 1961  | 1971  | 1981  | 1991  | 2002  | 2011 |
| ----- | ----- | ----- | ----- | ----- | ----- | ----- | ---- |
| 1 852 | 1 857 | 1 823 | 1 621 | 1 442 | 1 308 | 1 198 | 955  |

|  |